# Principe
Il termine principe (femminile principessa, in italiano arcaico anche prènce o prènze, dal latino princeps) indica un membro dell'alta aristocrazia, tra i più alti e prestigiosi dei ranghi nobiliari, che in genere indica il figlio o nipote di un sovrano, di cui solitamente è l'erede, ma che in certi casi può servire anche come regnante di una monarchia (o di una sua suddivisione amministrativa), venendo in questo caso indicato come principe regnante. Tuttavia, un aristocratico comune può pur sempre ascendere al rango di principe grazie ad una grandissima influenza politica, culturale e sociale o semplicemente grazie a favori di reali o nobili di alto rango.

## Origine storica
La parola latina princeps, affine a primus, è traducibile come "primo tra pari" (primus inter pares). Fu stabilito come titolo onorifico per il presidente del senato romano durante la repubblica; l'imperatore Augusto assunse poi il titolo, che prese un significato affine a monarca: lo stesso titolo assegnò ai suoi nipoti, incaricati di amministrare gli affari di stato e le cerimonie religiose durante le vacanze dell'imperatore.
La parola non entrò nell'uso comune per indicare la monarchia se non in età moderna; i re medioevali avevano altri titoli più formali, nella lingua locale e in latino. Prima del XIII secolo princeps veniva usato più che altro per tradurre in latino termini autoctoni o come termine generico per un potentato.

## Significati del termine
Il titolo di principe acquista un significato araldico ben preciso solo nel Cinquecento. Tuttavia questo significato varia secondo le nazioni. Inoltre, in alcune lingue si usano parole diverse per indicare le diverse accezioni.
In latino, nelle lingue romanze, ed in inglese, si usa un'unica parola con due significati principali:
- Titolo di prerogativa sovrana: seguendo l'uso del Sacro Romano Impero, indica il monarca di stati sovrani, oggi limitato a due piccole monarchie: i principati di Monaco e di Liechtenstein, nonché in forma particolare ad Andorra. Erano principi tutti coloro che godevano dell’immediatezza imperiale (Reichsunmittelbare), compresi gli ecclesiastici, e se stanziati in Germania avevano seggio e voto al Reichstag. Di conseguenza, lì e in Italia, si definivano tali tutti i membri dell’alta nobiltà che non avessero un titolo specifico, caratteristica in genere legata al possesso di territori minuscoli.
- Inoltre indica i membri della famiglia del sovrano (principe reale, principe del sangue, Principessa Reale), qualsiasi titolo egli abbia, in quanto discendenti per linea paterna da un sovrano, nonché il principe consorte, qualora il sovrano sia una donna. In certi regni l'erede al trono può ricevere il titolo di principe ereditario o un titolo specifico: principe di Galles nel Regno Unito, principe delle Asturie di Principe di Gerona e di Principe di Viana in Spagna, principe di Piemonte nel Regno d'Italia, Kronprinz nell'Impero Germanico, Principe di Orange nei Paesi Bassi, principe del Brasile in Portogallo (1640-1822). In questo caso è il titolo di principe è il titolo nobiliare di massimo rango.

In altre lingue esistono parole diverse per i vari significati. Ad esempio in tedesco Prinz è il figlio del re, mentre Fürst è sia il sovrano di un piccolo stato (titolo inferiore a quello di Herzog, cioè duca), sia il principe elettore (Kurfürst) dell'Impero.

## Araldica

### Elmo e corona di principe
Le insegne araldiche di principe sono: elmo d'oro arabescato posto in fronte; corona sormontata da 8 foglie d'acanto o fioroni d'oro (5 visibili) alternati a 8 perle (4 visibili). Questa corona è utilizzata soprattutto dai principi italiani.
I principi sovrani del Sacro Romano Impero portavano la corona sormontata da quattro archetti, di cui tre visibili, ed il globo, quale simbolo della propria sovranità. Quanto all'anello della corona, esso poteva avere varie fogge. La più usata era un tocco bordato di pelliccia d'ermellino ed era chiamato, quindi, anche Fürstenhut (letteralmente "berrettone da principe"). Tuttavia si usavano anche anelli ornati da 8 foglie d'acanto ed 8 perle, come per i principi non sovrani. Ovvero ornati da 4 foglie d'acanto (3 visibili) e 4 perle (2 visibili). Tali corone erano usate dai "principi del Sacro Romano Impero" (compreso il Principe del Liechtenstein) e dai principi russi. Invece il Principe di Monaco, essendo sovrano di uno stato tuttora indipendente, fregia il proprio stemma della corona reale.
I principi ereditari hanno corone specifiche secondo le nazioni.

## Uso nelle diverse nazioni
In Gran Bretagna, Spagna, Portogallo e nelle monarchie scandinave, il titolo di principe è riservato all'erede al trono, così come avveniva nel Regno di Sardegna e in quello di Prussia. Le monarchie in cui il sovrano conferiva il titolo di principe quale massimo rango nobiliare erano il Sacro Romano Impero, gli Stati della Chiesa, il Regno di Napoli e il Regno di Sicilia.
In altre monarchie i principi costituivano di fatto l'alta nobiltà, ma erano stati insigniti del titolo da sovrani stranieri. Le grandi famiglie francesi avevano ricevuto il titolo di principe dall'Imperatore o dal Papa. In Polonia e Ungheria il titolo di principe non esisteva. Tuttavia nel periodo in cui questi regni furono sottoposti all'Austria, alla Russia e alla Prussia, le maggiori famiglie locali ottennero il titolo di principe da una delle tre potenze. Così i regni dei Paesi Bassi, creato dopo il Congresso di Vienna e in quello del Belgio (1830) non hanno conferito il titolo principesco. Tuttavia nel loro territorio vivono alcune famiglie che ebbero il titolo quando quei territori appartenevano al Sacro Romano Impero.
I principi russi, invece, furono creati in modo simile ai principi del Sacro Romano Impero, ma nel XVI secolo. Quando il principe di Mosca conquistò gli altri principati russi, prese per sé il titolo di Zar, ovvero di Imperatore della Russia. Per distinguere gli ex-principi, ormai divenuti vassalli dello zar, dagli altri nobili, i boiardi, che erano sempre stati vassalli di uno dei principi, ai primi lasciò il titolo di "principe" (kniaz) per ricordare che erano degli ex-sovrani. Tuttavia, Pietro il Grande cominciò a concedere il titolo di principe anche ad altre famiglie, che non avevano mai avuto un principato indipendente, ed i suoi successori proseguirono in queste concessioni. Perciò, di fatto, anche se nati come principi sovrani nel Medioevo, essi costruirono a partire dal Cinquecento il massimo rango nobiliare di una monarchia assoluta.

### Principi italiani
Molte erano le famiglie italiane insignite nel tempo del titolo di principe. Tra queste sono da distinguere i principi reali (i Savoia), i principi sovrani (ad esempio i Cybo Malaspina di Massa e Carrara e gli Appiani e poi i Boncompagni Ludovisi di Piombino), i principi del Sacro Romano Impero (ad esempio gli Agricola i Gonzaga di Vescovato), i principi romani (ad esempio gli Altieri, i Ruspoli, i Borghese, gli Orsini, gli Albani, i Colonna, gli Ottoboni), per lo più creati dal Papa, quelli creati dal Regno di Napoli, come i Brancaccio, i Pignatelli o quelli creati dal Regno di Sicilia, come i Branciforte, i Moncada, i Paternò, gli Alliata o i Gagliardi, e quelli di origine bizantina, come i Comneno, o crociata, come i Savoia-Acaia. Oltre al capofamiglia, tutti i rappresentanti, sia maschi che femmine, di famiglie di principi sovrani e reali hanno diritto al titolo di principe. Nelle altre famiglie principesche ad averne diritto è solo il capofamiglia. La grande quantità di Principi nel Regno di Napoli fu dovuta anche alla concessione del titolo in cambio di finanziamenti economici alla Corona.
Il titolo di principe del Sacro Romano Impero è inferiore a quello di duca, marchese o conte sovrano: è per questo che famiglie come i Visconti, principi del S.R.I ma anche sovrani di Milano, erano conosciuti come duchi o signori di Milano, più che come principi dell'Impero. Lo stesso vale per i principi infeudati o creati dal Papa o dall'Imperatore o dal Re di Napoli.
Alcune famiglie che hanno come secondo cognome quello di famiglie sovrane (ad esempio della Rovere, d'Aragona, Sforza) non discendono da queste, ma da queste furono autorizzate a portare il loro cognome in quanto si erano distinte per alcuni particolari servigi (ad esempio i Chigi della Rovere, i Lante della Rovere, i Riario Sforza).
In Italia gli ultimi principi sovrani furono i Boncompagni-Ludovisi di Piombino, i Gonzaga di Castiglione delle Stiviere, i Ferrero-Fieschi di Masserano, i Meli Lupi di Soragna, gli Este di San Martino d'Este. Avevano il trattamento e titolo di "Serenissimo Principe" anche il granduca di Toscana, i Contarini Dogi della Repubblica di Venezia e il Doge della Repubblica di Genova. Il titolo fu assegnato anche a importanti personaggi italiani, come Vespasiano Gonzaga, duca di Sabbioneta o Alfonso II Del Carretto, marchese di Finale, i cui stati erano appunto feudi imperiali. In alcune rappresentazioni iconografiche delle loro insegne araldiche il tocco è bianco e non rosso, forse perché privi della dignità arciducale.

### Principi sovrani italiani
- Vescovo di Novara per il principato della Riviera di San Giulio e Orta dal X secolo fino al 1786
- Ferrero-Fieschi di Masserano dal 1533 al 1767
- Borgia
- Contarini Dogi della Repubblica di Venezia
- Ferrari di Cremona dall'età dei comuni fino al 1861, poi principi del Regno d'Italia
- Doria di Bagnaria dal 1598 al 1797
- Grimaldi di Monaco
- Dogi della Repubblica di Genova
- Doria-Landi di Torriglia dal 1760 al 1798
- Patriarchi di Aquileia dal 1077 al 1445
- Gonzaga di Castiglione delle Stiviere dal 1478 al 1691
- I Natoli di Sperlinga dal 1597 al 1658
- Maccan di Trento dal 1730 al 1803
- Meli Lupi di Soragna dal 1709 al 1805
- Este di Ferrara, Modena e Reggio, Massa e Carrara dal 1452 al 1859
- Este di San Martino in Rio dal 1732 al 1752
- Boncompagni-Ludovisi di Piombino fino al 1799
- Gran Maestro dell'Ordine di Malta dal 1530 fino al 1798

### Principi dell'impero
Facevano parte dell'Alta nobiltà tedesca (Hochadel) e si distinguevano in sovrani o meno. Quelli sovrani costituivano il "Collegio dei Principi", il secondo dei tre corpi elettorali che componevano il Reichstag del Sacro Romano Impero. I principi laici erano riuniti nel Banco secolare e il loro numero variava nel tempo. Il loro numero fu incrementato dalla metà del XVII secolo con la costituzione della sezione dei "Nuovi Principi". Vi erano ammessi solo i principi sovrani di feudi imperiali o, talvolta, titolari di signorie sovrane. Erano principi dell'impero anche i rappresentanti dell'alto clero tedesco che governavano sovrani gli stati ecclesiastici (Arcivescovi, Vescovi, Preposti, Abati e Badesse dell'impero), i quali avevano la precedenza su tutti i principi laici.
Infine, vi erano i principi-conti che, pur elevati al rango di principe, non governavano principati ma solo contee o signorie sovrane. In questo caso erano ammessi solo in una delle quattro sezioni del collegio dei conti dell'impero (sempre parte integrante del collegio elettorale dei principi).
La dignità di "principe dell'Impero" poteva essere conferita a tutti i vassalli diretti dell'Imperatore, che di fatto erano quasi indipendenti, qualunque titolo nobiliare avessero: duca, principe elettore, conte palatino, margravio, langravio, burgravio, conte. Di questi feudi imperiali sopravvive ancora come stato indipendente il solo principato del Liechtenstein.
Dato che la maggior parte dei conti tedeschi e austriaci erano vassalli di uno dei principi dell'impero, di solito di un duca o di un elettore, il Congresso di Vienna volle distinguere i conti ex sovrani che erano principi dell'Impero da quelli che invece erano vassalli di un principe, così dette solo ai primi il titolo di principi. Sicché dal 1815 in Germania ed Austria il titolo di principe divenne di rango inferiore a quello di duca e superiore a quello di conte.

## Principe regnante
Un principe o una principessa che è il capo di stato di un territorio che ha una monarchia come forma di governo è un principe regnante.

### Principati esistenti
Le attuali monarchie principesche includono:
- il principato di Andorra (gli attuali coprincipi regnanti sono il presidente francese Emmanuel Macron e il vescovo di Urgell Josep-Lluís Serrano Pentinat)
- L'emirato del Kuwait (attuale emiro regnante è Misha'al Al-Ahmad Al-Jaber Al Sabah)
- Il Principato del Liechtenstein (attuale principe regnante è Giovanni Adamo II)
- Il Principato di Monaco (attuale principe regnante è Alberto II )
- L'emirato del Qatar (attuale emiro regnante è Tamim bin Hamad al-Thani)
- Gli emirati membri della Federazione degli Emirati Arabi Uniti:
  - Abu Dhabi (emiro Khalifa bin Zayed Al Nahyan, nonché il presidente degli Emirati Arabi Uniti)
  - Ajman (emiro Humaid bin Rashid Al Nuaimi)
  - Dubai (emiro Mohammed bin Rashid Al Maktoum, Vice Presidente e Primo Ministro degli Emirati Arabi Uniti)
  - Fujaira (emiro Hamad bin Mohammed Al Sharqi)
  - Ras al-Khaima (emiro Saud bin Saqr al-Qasimi)
  - Sharjah (emiro Sultan III bin Muhammad al-Qasimi)
  - Umm al-Quwain (emiro Saud bin Rashid Al Mu'alla)

Stemma del Principato di Andorra (1607).
Stemma del principato del Liechtenstein (1719).
Emblema del principato vescovile di Roma.

## Termine generico
È ancora nell'uso, sebbene meno comune, il concetto originale di "principe" come termine generico, nel senso di "colui che eccelle"; ad esempio un famoso avvocato può essere chiamato "principe del foro". Niccolò Machiavelli intitolò uno dei suoi libri Il Principe, riferendosi con questo termine a "condottiero" o "guida politica".